# ザ・クラッシュ
ザ・クラッシュ（The Clash）は、1976年から1985年にかけて活動した、イングランド出身のパンク・ロックバンドである。

## 概要
セックス・ピストルズ、ダムドと並ぶ著名なパンク・バンドだった。また、アメリカでも成功したパンクバンドの一つである。1stアルバムは典型的なパンクとレゲエのパンク・バンドだったが、3rdアルバム『ロンドン・コーリング』では新しいサウンドを確立、パンク・シーンに影響を与えた。また、ステージ上での激しいパフォーマンスも評判となった。1980年ごろから徐々にダブ、ラテン音楽、スカ、カリプソといった第三世界の音楽要素を取り入れるようになった。
「ローリング・ストーン誌の選ぶ歴史上最も偉大な100組のアーティスト」において第28位。

## 来歴
1975年、ミック・ジョーンズは“LONDON SS”というバンドで活動し、マネージャーはのちにクラッシュのマネージャーになるバーニー・ローズであった。LONDON SSのボーカリストのオーディションにポール・シムノンが参加し、ジョーンズと知り合う。一方、ジョー・ストラマーはパブロック・バンド“101'ers”のボーカリストとして活動していた。
1976年、LONDON SSは解散。バーニー・ローズは引き続きジョーンズのマネージャーを務め、新たにバンドを結成すべくジョーンズと画策する。同年2月にセックス・ピストルズを見て衝撃を受けたジョーンズは、セックス・ピストルズと同じ方向性を目指すことを決意。ギターを全く弾けなかったシムノンに声をかけ、ギターよりも簡単なベースの担当とし、ボーカリストを本格的に探し始める。ほどなくして“101'ers”の演奏を見てストラマーを気に入った3人は、終演後にストラマーを呼び出し、“101'ers”を辞めて自分たちのバンドに参加しないかと打診。48時間以内に返事をするよう言い残して立ち去るも、最初の24時間でストラマーが参加することを決断し、クラッシュが誕生することとなる。同年7月4日、セックス・ピストルズと共にシェフィールドのホワイト・スワンで初ライブを行う。1977年1月25日、CBSレコードと契約する。尚、契約当時には既にギターのキース・レヴィンは解雇、ドラムのテリー・チャイムズは次のドラマーが決まれば脱退する約束をしており、契約後に正式メンバーとしてドラムのトッパー・ヒードンが加入する。
初期は金銭面でのやりくりに苦労したという。
イギリスでは、1stアルバム『白い暴動』を発表し、高い人気を獲得した。その後、クラッシュは音楽性の幅を広げ、他のパンクバンドとは一線を画した作品をリリースすることになる。3rdアルバムで2枚組の『ロンドン・コーリング』ではアメリカでも知られるようになり、今までパンクをこき下ろしてきたイギリスの音楽批評誌にも評価されることとなる。
4thアルバムは3枚組『サンディニスタ!』を発表。本国だけではなくアメリカでも注目された。しかし1982年、アルバム『コンバット・ロック』発売前に、バーニー・ローズの発案で、話題づくりのためストラマーが失踪。このことがきっかけとなりメンバー間に不協和が生まれ、『コンバット・ロック』発売直後にトッパー・ヒードンがヘロイン中毒により解雇され、1983年3月28日にカリフォルニア州サンバーナーディーノで開催されたUSフェスティバルを最後にジョーンズがグループをクビになってしまう。ストラマーとシムノンは新メンバー3人を迎えた新体制で再出発を図るが、発表したアルバム『カット・ザ・クラップ』は不評で1985年11月23日バンドは解散を発表した。
2002年11月に、ロックの殿堂入りが発表された。新たに殿堂入りしたミュージシャンは授賞式で数曲演奏するのが慣例であり、クラッシュもストラマー、ジョーンズ、シムノン、ヒードンの4人で再結成することが検討されたが、シムノンが「チケットが2,500ドルもするような、普通のファンが来られない場所で再結成するのは嫌だ」と拒否。
シムノンには代理を立てる方向で調整が進められていたがその矢先にストラマーが、2002年12月22日に、サマセット州ブルームフィールドの自宅で心臓発作により死去。結局、再結成は実現しなかったが、残されたメンバーは「再結成しなくて良かった」と後に語っている。
翌年3月の授賞式には、ジョーンズとシムノン、テリー・チャイムズが出席した。プレゼンターは、U2のジ・エッジ。

### 政治的スタンス
クラッシュは後期から音楽性の幅を広げたが、同時に政治思想を明確にしたバンドだった。ストラマーとジョーンズによって書かれた歌詞は、左翼的政治主張を打ち出したもので、彼らの楽曲は社会腐敗、失業問題、人種差別、警察の横暴、政治的・社会的抑圧や、サッチャーの新自由主義に対して強烈な批判を加えた。また、彼は「アンチ・ナチ・リーグ」や「ロック・アゲインスト・レイシズム」といった活動へも積極的に参加しパンク・ロックを越えた社会運動を生み出していった。約10万人が参加したロック・アゲインスト・レイシズム運動のデモ行進と音楽フェスティバルに、トム・ロビンソン、シャム69や、レゲエ・アーティストのスティール・パルス、デニス・ボーヴェルらと出演した。
ロンドンでは、英連邦に所属した国々出身のマイノリティが貧困の中に生活していた。ジャマイカからの移民はマイノリティの一つとして、ロンドン市内にコミュニティを形成した。不況、失業、社会の不平等を、音楽を通じて表現していたクラッシュは、日曜ごとに集まるカリブ系移民のコミュニティに連帯し、しばしば活動を共にした。この活動が、他のパンクバンドと同様、レゲエに傾倒していくきっかけになった。労働組合活動、市民運動、若者の政治運動と共に、民族的マイノリティの活動は警察権力からの弾圧を受けることがあり、クラッシュも弾圧の現場に弱者の味方として立ち合い、このことが国家との対決姿勢を明確にさせた。

## メンバー

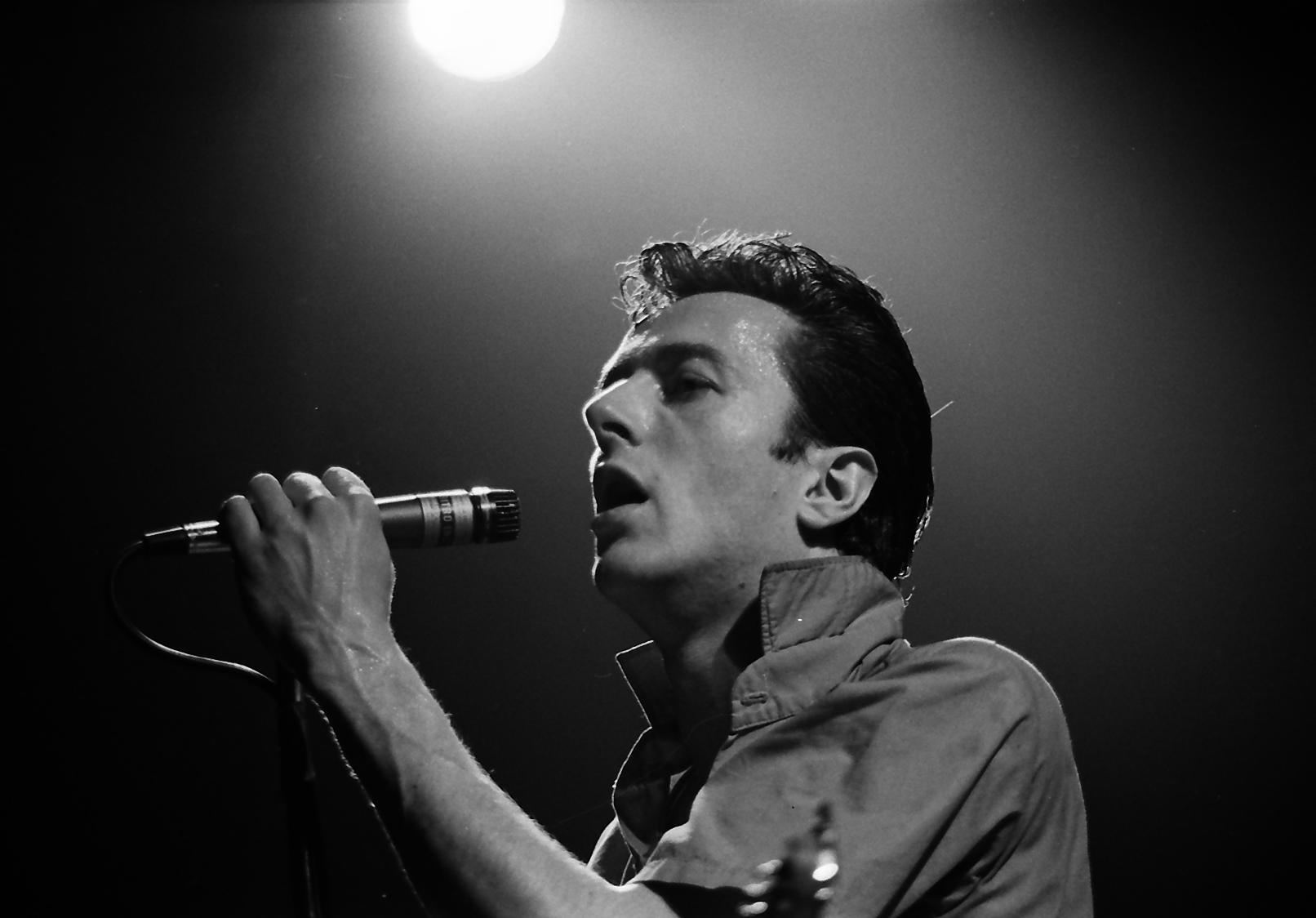
ジョー・ストラマー(Vo/G) 1980年

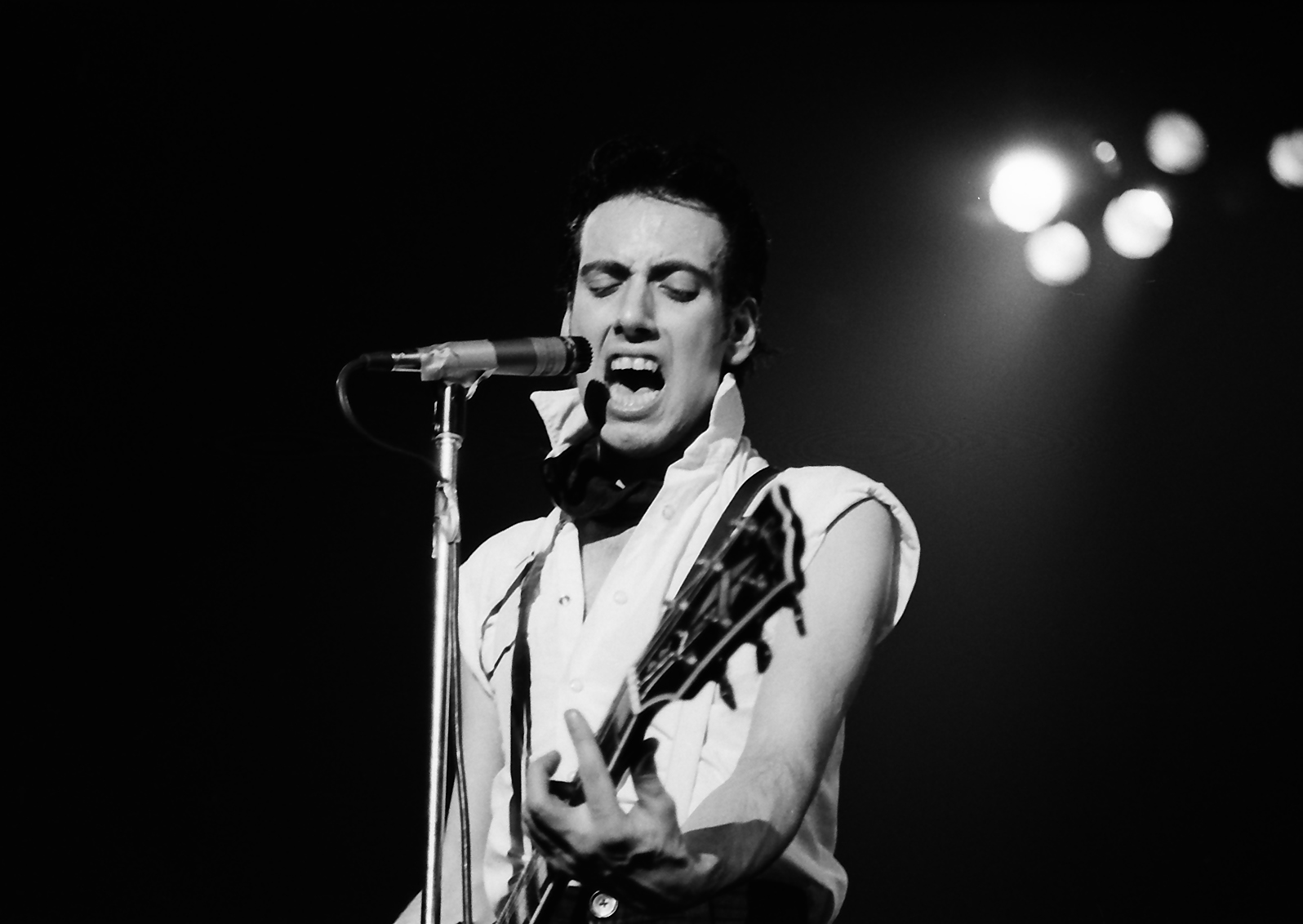
ミック・ジョーンズ(G/Vo) 1980年

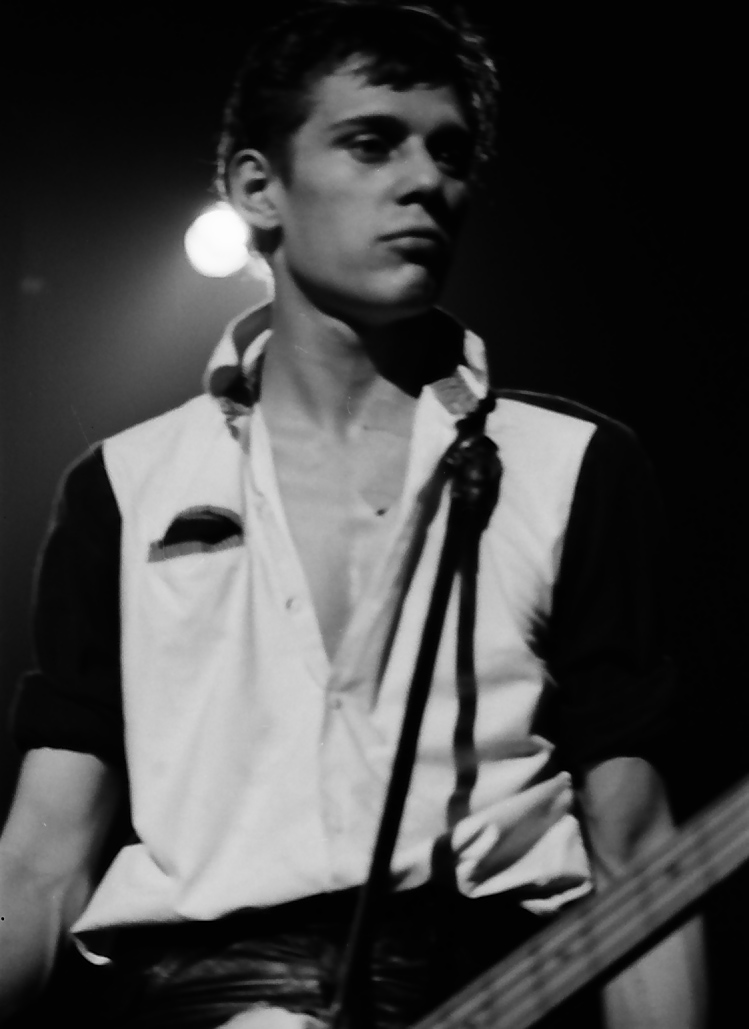
ポール・シムノン(B) 1980年

## 影響
他のミュージシャンへの影響も非常に大きく、ジェネレーションXを始めとする同時代のパンク・ロックバンドのみならず、U2やニルヴァーナ、レイジ・アゲインスト・ザ・マシーン、レッド・ホット・チリ・ペッパーズ、グリーン・デイといったミュージシャンにも影響を与えている。また、ヒップホップミュージシャンのパブリック・エナミーも、大きな影響を受けたミュージシャンにクラッシュの名前を挙げている。更に、1980年代・90年代のガレージロックブームにも彼らの影響がある。

## ディスコグラフィ

### スタジオ・アルバム
| タイトル                                    | 発売年月日     | USチャート | UKチャート |
| ------------------------------------------- | -------------- | ---------- | ---------- |
| 白い暴動 - The Clash                        | 1977年4月8日   | 126        | 12         |
| 動乱（獣を野に放て） - Give 'Em Enough Rope | 1978年11月10日 | 128        | 2          |
| ロンドン・コーリング - London Calling       | 1979年12月14日 | 27         | 9          |
| サンディニスタ! - Sandinista!               | 1980年12月12日 | 24         | 19         |
| コンバット・ロック - Combat Rock            | 1982年5月14日  | 7          | 2          |
| カット・ザ・クラップ - Cut the Crap         | 1985年11月4日  | 88         | 16         |

### ライブ、コンピレーション・アルバム
| タイトル                                                     | 発売年月日     | USチャート | UKチャート |
| ------------------------------------------------------------ | -------------- | ---------- | ---------- |
| ブラック・マーケット・クラッシュ                             | 1980年         | -          | -          |
| ザ・ストーリー・オブ・ザ・クラッシュ(The Story of the Clash) | 1988年         | 142        | 7          |
| クラッシュ・オン・ブロードウェイ(Clash on Broadway)          | 1991年11月19日 | -          | -          |
| ザ・シングルズ                                               | 1991年         | -          | -          |
| スーパー・ブラック・マーケット・クラッシュ                   | 1994年         | -          | 74         |
| ライヴ・クラッシュ                                           | 1999年10月26日 | 193        | 13         |
| エッセンシャル・クラッシュ                                   | 2003年3月11日  | 99         | 18         |
| ロンドン・コーリング 25周年記念エディション                  | 2004年9月21日  | -          | 26         |
| the CLASH SINGLES '77-'85 (Singles Box)                      | 2006年10月30日 | -          | -          |
| ザ・シングルズ2007                                           | 2007年6月4日   | -          | -          |

### EP
| タイトル                   | 発売年月日    | USチャート | UKチャート |
| -------------------------- | ------------- | ---------- | ---------- |
| キャピタル・レディオEP     | 1977年4月1日  | -          | -          |
| コスト・オブ・リヴィングEP | 1979年5月11日 | -          | 22         |

### シングル

#### UKシングル
| タイトル                                                                                     | 発売年月日     | 収録アルバム               | UKチャート |
| -------------------------------------------------------------------------------------------- | -------------- | -------------------------- | ---------- |
| 白い暴動 (White Riot)                                                                        | 1977年3月18日  | 白い暴動                   | 38         |
| リモート・コントロール (Remote Control)                                                      | 1977年5月13日  | 白い暴動                   | -          |
| コンプリート・コントロール (Complete Control)                                                | 1977年9月23日  | 白い暴動（米）             | 28         |
| クラッシュ・シティ・ロッカーズ (Clash City Rockers)                                          | 1978年2月17日  | 白い暴動（米）             | 35         |
| ハマースミス宮殿の白人 ((White Man) In Hammersmith Palais)                                   | 1978年6月16日  | 白い暴動（米）             | 32         |
| トミー・ガン (Tommy Gun)                                                                     | 1978年11月24日 | 動乱（獣を野に放て）       | 19         |
| イングリッシュ・シヴィル・ウォー (English Civil War)                                         | 1979年2月23日  | 動乱（獣を野に放て）       | 25         |
| ロンドン・コーリング (London Calling)                                                        | 1979年12月7日  | ロンドン・コーリング       | 11         |
| バンクロバー (Bankrobber)                                                                    | 1980年8月8日   | -                          | 12         |
| ザ・コール・アップ (The Call Up)                                                             | 1980年11月28日 | サンディニスタ!            | 40         |
| ヒッツヴィルU.K. (Hitsville UK)                                                              | 1981年1月16日  | サンディニスタ!            | 56         |
| 7人の偉人 (The Magnificent Seven)                                                            | 1981年4月10日  | サンディニスタ!            | 34         |
| ディス・イズ・レディオ・クラッシュ (This Is Radio Clash)                                     | 1981年11月20日 | -                          | 47         |
| 権利主張 (Know Your Rights)                                                                  | 1982年4月23日  | コンバット・ロック         | 43         |
| ロック・ザ・カスバ (Rock The Casbah)                                                         | 1982年6月11日  | コンバット・ロック         | 30         |
| ステイ・オア・ゴー (Should I Stay or Should I Go) / ストレイト・トゥ・ヘル(Straight to Hell) | 1982年9月17日  | コンバット・ロック         | 17         |
| ディス・イズ・イングランド (This Is England)                                                 | 1985年9月30日  | カット・ザ・クラップ       | 24         |
| アイ・フォウト・ザ・ロウ (I Fought the Law)                                                  | 1988年2月29日  | コスト・オブ・リヴィングEP | 29         |
| ロンドン・コーリング（再発）                                                                 | 1988年4月25日  | ロンドン・コーリング       | 46         |
| ブリクストンの銃（リミックス） (The Guns of Brixton)                                         | 1990年7月9日   | ロンドン・コーリング       | 57         |
| ステイ・オア・ゴー（再発）                                                                   | 1991年2月18日  | コンバット・ロック         | 1          |
| ロック・ザ・カスバ（再発）                                                                   | 1991年4月1日   | コンバット・ロック         | 15         |
| ロンドン・コーリング（2度目の再発）                                                          | 1991年5月27日  | ロンドン・コーリング       | 64         |
| トレイン・イン・ヴェイン（再発）                                                             | 1991年10月14日 | ロンドン・コーリング       | -          |

#### USシングル
| タイトル                                                 | 発売年月日     | 収録アルバム         | USチャート |
| -------------------------------------------------------- | -------------- | -------------------- | ---------- |
| アイ・フォウト・ザ・ロウ / ハマースミス宮殿の白人        | 1979年7月26日  | -                    | -          |
| トレイン・イン・ヴェイン / ロンドン・コーリング          | 1980年         | ロンドン・コーリング | 23         |
| ヒッツヴィルU.K. (Hitsville UK)                          | 1981年2月17日  | サンディニスタ!      | -          |
| 7人の偉人                                                | 1981年3月27日  | サンディニスタ!      | -          |
| ディス・イズ・レディオ・クラッシュ (This Is Radio Clash) | 1981年11月25日 | -                    | -          |
| ステイ・オア・ゴー                                       | 1982年6月10日  | コンバット・ロック   | 45         |
| ロック・ザ・カスバ                                       | 1982年9月16日  | コンバット・ロック   | 8          |

## フィルモグラフィ
- ルード・ボーイ （1980年）
- ロンドン・コーリング ザ・ライフ・オブ・ジョー・ストラマー （2007年）
- ザ・クラッシュ・コーラス'80 （2007年）
- 白い暴動 (2019)

## 日本公演
- 1982年
- 1月24日　東京　渋谷公会堂
- 1月25日　大阪　フェスティバルホール
- 1月27日　東京　中野サンプラザ
- 1月28日　東京　中野サンプラザ
- 1月29日　東京　中野サンプラザ
- 1月30日　東京　新宿厚生年金会館（昼）
- 1月30日　東京　新宿厚生年金会館（夜）
- 2月 1日　東京　中野サンプラザ
- 2月 2日　大阪　フェスティバルホール